# 蒙蒂尼
蒙蒂尼（法語：Montigny，法語發音：[mɔ̃tiɲi] ⓘ）是法国滨海塞纳省的一个市镇，属于鲁昂区。

## 地理
蒙蒂尼（49°27'34"N, 1°0'4"E）面积7.83 平方千米，位于法国诺曼底大区滨海塞纳省，该省份为法国北部沿海省份，其西部及北部濒大西洋英吉利海峡，东起顺时针与索姆省、瓦兹省、厄尔省和卡爾瓦多斯省接壤。
与蒙蒂尼接壤的市镇（或旧市镇、城区）包括：康特勒、埃努维尔、拉沃帕利耶尔。

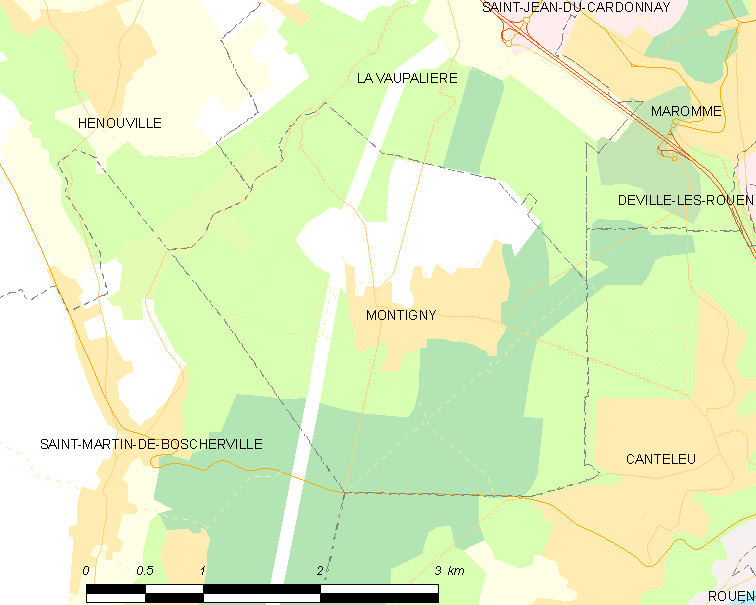
蒙蒂尼的OSM定位图

蒙蒂尼的时区为UTC+01:00、UTC+02:00（夏令时）。

## 行政
蒙蒂尼的邮政编码为76380，INSEE市镇编码为76446。

## 政治
蒙蒂尼所属的省级选区为邦德维尔圣母镇县。

## 人口

1962-2008年间蒙蒂尼人口变化图示

蒙蒂尼于2022年1月1日时的人口数量为1281人。